# Mount Evan-Thomas
Mount Evan-Thomas är ett berg i Kanada.   Det ligger i provinsen Alberta, i den centrala delen av landet, 2 900 km väster om huvudstaden Ottawa. Toppen på Mount Evan-Thomas är 3 038 meter över havet.
Terrängen runt Mount Evan-Thomas är kuperad österut, men västerut är den bergig.Trakten runt Mount Evan-Thomas är nära nog obefolkad, med mindre än två invånare per kvadratkilometer.. Det finns inga samhällen i närheten. 
Trakten runt Mount Evan-Thomas består i huvudsak av gräsmarker.